# Мостки (Черниговская область)
Мостки (укр. Містки) — село в Сновском районе Черниговской области Украины. Население 29 человек. Занимает площадь 32 км².
Код КОАТУУ: 7425881503. Почтовый индекс: 15212. Телефонный код: +380 4654.

## Власть
Орган местного самоуправления — Елинский сельский совет. Почтовый адрес: 15212, Черниговская обл., Сновский р-н, с. Елино, .